# ホワイトタイガー ナチス極秘戦車・宿命の砲火
『ホワイトタイガー ナチス極秘戦車・宿命の砲火』（White Tiger）は、カレン・シャフナザーロフ監督による2012年のロシアのアクション映画である。第二次世界大戦のロシア戦線を舞台に、過去の記憶を失ったソ連軍戦車兵と、謎の所属不明ドイツ戦車との対決が描かれる。なお、この映画に出てくるティーガーIのモチーフはポルシェティーガーである。車体はIS-2のものを流用している。
第85回アカデミー賞の外国語映画賞にロシア代表作として出品されたが、最終選考には至らなかった。

## キャスト
- アレクセイ・ヴェルトコフ
- ヴィタリー・キシュチェンコ
- ヴァレリー・グリシュコ
- ヴラディミール・イリン